# Fallimento dello Stato
Il fallimento dello Stato avviene quando un intervento governativo causa un'allocazione dei beni e delle risorse più inefficiente di quanto lo sarebbe stata senza tale intervento. In maniera analoga al fallimento del mercato, il fallimento dell'intervento pubblico che avrebbe potuto conseguire un mix di output socialmente preferibile viene definito fallimento passivo dello stato. Così come con i fallimenti del mercato, esistono molte diverse tipologie di fallimenti dello Stato, che descrivono le corrispondenti distorsioni economiche.

## Definizione
Il termine, coniato da Roland McKean nel 1965, divenne popolare con l'ascesa della teoria della scelta pubblica negli anni settanta. L'idea di fallimento dello Stato è collegata con l'argomento politico secondo il quale, anche se in determinati settori non si possono verificare le condizioni standard della concorrenza perfetta, necessarie per assicurare l'ottimalità sociale, l'intervento governativo può peggiorare una situazione problematica anziché migliorarla.
Così come un fallimento del mercato non consiste nell'incapacità di fornire una soluzione particolare o preferita ai prezzi desiderati, bensì piuttosto in un problema che impedisce al mercato di funzionare efficientemente, allo stesso modo un fallimento dello Stato non è l'incapacità del governo nel realizzare una certa soluzione, bensì un problema sistemico che impedisce una soluzione pubblica efficiente a una situazione problematica. Affinché sia possibile risolvere il problema, è necessario che questo non sia un fallimento del mercato; inoltre può capitare che gli elettori preferiscano un intervento pubblico anche quando è possibile una soluzione di mercato.
Il fallimento dello Stato può riguardare sia il lato della domanda sia quello dell'offerta. I fallimenti relativi al lato della domanda comprendono i problemi di rivelazione delle preferenze, di illogicità nelle votazioni e di comportamento collettivo. I fallimenti relativi al lato dell'offerta sono in larga parte determinati dai problemi principale-agente.

## Esempi

### Ambito legislativo
- Spiazzamento - si verifica quando lo Stato espande il proprio indebitamento più per finanziare l'aumento della spesa pubblica o il taglio delle tasse  spiazzando il settore privato mediante tassi di interesse più alti. Si dice anche che la spesa pubblica spiazza la spesa privata.[4]
- Logrolling - Il processo mediante il quale i politici si scambiano voti.
- Pork barrel  spending - La tendenza dei politici ad incoraggiare la spesa pubblica nei propri collegi elettorali, a prescindere che sia o meno efficiente o addirittura utile. I politici più scafati, che occupano posizioni chiave e con grande abilità di "portare a casa la pagnotta" possono essere rieletti per ciò, anche se hanno opinioni politiche opposte a quelle del proprio elettorato.
- Ignoranza razionale - Causata dall'esistenza di costi, monetari e non, legati alla raccolta di informazioni.